# Moulaye Ahmed
Moulaye Ahmed (* 5. Dezember 1987 in Zouérat) ist ein mauretanischer Fußballspieler.

## Karriere

### Verein
Er begann seine Karriere beim ACS Ksar und wechselte 2014 zum algerischen Verein JS Kabylie. Nach 14 Pflichtspieleinsätzen wechselte er zu CS Constantine.

### Nationalmannschaft
Seit 2013 spielt er für Mauretanien. Bei der Afrikanischen Nationenmeisterschaft 2014 traf er doppelt gegen Gabun, das Spiel verlor Mauretanien mit 2:4.